# Interlands Uruguayaans voetbalelftal 2020-2029
Deze pagina toont een chronologisch en gedetailleerd overzicht van de interlands die het Uruguayaans voetbalelftal speelt en heeft gespeeld in de periode 2020 – 2029.

## Interlands

### 2020
|                                                                           |                                         |       |                    |                                                                                  |
| 8 oktober WK 2022 kwalificatie № 901 «onderlinge duels» 19:45 uur (UTC−3) | Uruguay                                 | 2 – 1 | Chili              | Estadio Centenario, Montevideo Toeschouwers: 0 Scheidsrechter: Eber Aquino (PAR) |
| 8 oktober WK 2022 kwalificatie № 901 «onderlinge duels» 19:45 uur (UTC−3) | Luis Suárez 39' (pen.) Máxi Gómez 90+3' |       | 54' Alexis Sánchez | Estadio Centenario, Montevideo Toeschouwers: 0 Scheidsrechter: Eber Aquino (PAR) |

|                                                                            |                                                                                |       |                                                 |                                                                                        |
| 13 oktober WK 2022 kwalificatie № 902 «onderlinge duels» 16:00 uur (UTC−5) | Ecuador                                                                        | 4 – 2 | Uruguay                                         | Estadio Rodrigo Paz Delgado, Quito Toeschouwers: 0 Scheidsrechter: Wilmar Roldán (COL) |
| 13 oktober WK 2022 kwalificatie № 902 «onderlinge duels» 16:00 uur (UTC−5) | Moisés Caicedo 14' Michael Estrada 45+3' Michael Estrada 52' Gonzalo Plata 75' |       | 83' (pen.) Luis Suárez 90+5' (pen.) Luis Suárez | Estadio Rodrigo Paz Delgado, Quito Toeschouwers: 0 Scheidsrechter: Wilmar Roldán (COL) |

|                                                                             |          |                                                           |         | |
| 13 november WK 2022 kwalificatie № 903 «onderlinge duels» 15:30 uur (UTC−5) | Colombia | 0 – 3                                                     | Uruguay | Estadio Metropolitano Roberto Meléndez, Barranquilla Toeschouwers: 0 Scheidsrechter: Fernando Rapallini (ARG) |
| 13 november WK 2022 kwalificatie № 903 «onderlinge duels» 15:30 uur (UTC−5) |          | 5' Edinson Cavani 54' (pen.) Luis Suárez 73' Darwin Núñez |         | Estadio Metropolitano Roberto Meléndez, Barranquilla Toeschouwers: 0 Scheidsrechter: Fernando Rapallini (ARG) |

|                                                                             |         |                            |          |                                                                                    |
| 17 november WK 2022 kwalificatie № 904 «onderlinge duels» 20:00 uur (UTC−3) | Uruguay | 0 – 2                      | Brazilië | Estadio Centenario, Montevideo Toeschouwers: 0 Scheidsrechter: Roberto Tobar (CHI) |
| 17 november WK 2022 kwalificatie № 904 «onderlinge duels» 20:00 uur (UTC−3) |         | 33' Arthur 45' Richarlison |          | Estadio Centenario, Montevideo Toeschouwers: 0 Scheidsrechter: Roberto Tobar (CHI) |

### 2021
|                                                                        |         |       |          |                                                                                    |
| 3 juni WK 2022 kwalificatie № 905 «onderlinge duels» 19:00 uur (UTC−4) | Uruguay | 0 – 0 | Paraguay | Estadio Centenario, Montevideo Toeschouwers: 0 Scheidsrechter: Wilmar Roldán (COL) |
| 3 juni WK 2022 kwalificatie № 905 «onderlinge duels» 19:00 uur (UTC−4) |         |       |          | Estadio Centenario, Montevideo Toeschouwers: 0 Scheidsrechter: Wilmar Roldán (COL) |

|                                                                        |           |       |         |                                                                                            |
| 8 juni WK 2022 kwalificatie № 906 «onderlinge duels» 18:30 uur (UTC−4) | Venezuela | 0 – 0 | Uruguay | Estadio Olímpico de la UCV, Caracas Toeschouwers: 0 Scheidsrechter: Anderson Daronco (BRA) |
| 8 juni WK 2022 kwalificatie № 906 «onderlinge duels» 18:30 uur (UTC−4) |           |       |         | Estadio Olímpico de la UCV, Caracas Toeschouwers: 0 Scheidsrechter: Anderson Daronco (BRA) |

| Copa América 2021 |
| ----------------- |

|                                                                              |                     |       |         | |
| 18 juni Copa América 2021 Groep A № 907 «onderlinge duels» 21:00 uur (UTC−3) | Argentinië          | 1 – 0 | Uruguay | Estádio Nacional de Brasília, Brasilia Toeschouwers: 0 Scheidsrechter: Wilton Pereira Sampaio (BRA) |
| 18 juni Copa América 2021 Groep A № 907 «onderlinge duels» 21:00 uur (UTC−3) | Guido Rodríguez 13' |       |         | Estádio Nacional de Brasília, Brasilia Toeschouwers: 0 Scheidsrechter: Wilton Pereira Sampaio (BRA) |

|                                                                              |                 |       |                    |                                                                            |
| 21 juni Copa América 2021 Groep A № 908 «onderlinge duels» 17:00 uur (UTC−4) | Uruguay         | 1 – 1 | Chili              | Arena Pantanal, Cuiabá Toeschouwers: 0 Scheidsrechter: Raphael Claus (BRA) |
| 21 juni Copa América 2021 Groep A № 908 «onderlinge duels» 17:00 uur (UTC−4) | Luis Suárez 66' |       | 26' Eduardo Vargas | Arena Pantanal, Cuiabá Toeschouwers: 0 Scheidsrechter: Raphael Claus (BRA) |

|                                                                              |         |                                               |         |                                                                             |
| 24 juni Copa América 2021 Groep A № 909 «onderlinge duels» 17:00 uur (UTC−4) | Bolivia | 0 – 2                                         | Uruguay | Arena Pantanal, Cuiabá Toeschouwers: 0 Scheidsrechter: Alexis Herrera (VEN) |
| 24 juni Copa América 2021 Groep A № 909 «onderlinge duels» 17:00 uur (UTC−4) |         | 40' (e.d.) Jairo Quinteros 79' Edinson Cavani |         | Arena Pantanal, Cuiabá Toeschouwers: 0 Scheidsrechter: Alexis Herrera (VEN) |

|                                                                              |                           |       |          | |
| 28 juni Copa América 2021 Groep A № 910 «onderlinge duels» 21:00 uur (UTC−3) | Uruguay                   | 1 – 0 | Paraguay | Olympisch Stadion Nilton Santos, Rio de Janeiro Toeschouwers: 0 Scheidsrechter: Raphael Claus (BRA) |
| 28 juni Copa América 2021 Groep A № 910 «onderlinge duels» 21:00 uur (UTC−3) | Edinson Cavani 21' (pen.) |       |          | Olympisch Stadion Nilton Santos, Rio de Janeiro Toeschouwers: 0 Scheidsrechter: Raphael Claus (BRA) |

|                                                                                 |                                                                   |              |                                                       |                                                                                                |
| 3 juli Copa América 2021 Kwartfinale № 911 «onderlinge duels» 19:00 uur (UTC−3) | Uruguay                                                           | 0 – 0 (n.v.) | Colombia                                              | Estádio Nacional de Brasília, Brasilia Toeschouwers: 0 Scheidsrechter: Jesús Gil Manzano (ESP) |
| 3 juli Copa América 2021 Kwartfinale № 911 «onderlinge duels» 19:00 uur (UTC−3) |                                                                   |              |                                                       | Estádio Nacional de Brasília, Brasilia Toeschouwers: 0 Scheidsrechter: Jesús Gil Manzano (ESP) |
| 3 juli Copa América 2021 Kwartfinale № 911 «onderlinge duels» 19:00 uur (UTC−3) | Strafschoppen                                                     |              |                                                       | Estádio Nacional de Brasília, Brasilia Toeschouwers: 0 Scheidsrechter: Jesús Gil Manzano (ESP) |
| 3 juli Copa América 2021 Kwartfinale № 911 «onderlinge duels» 19:00 uur (UTC−3) | Edinson Cavani José María Giménez Luis Alberto Suárez Matías Viña | 2 – 4        | Duván Zapata Davinson Sánchez Yerry Mina Miguel Borja | Estádio Nacional de Brasília, Brasilia Toeschouwers: 0 Scheidsrechter: Jesús Gil Manzano (ESP) |

|  |  |  |  |  |  |  |  |  |

|                                                                             |                  |       |                            |                                                                                |
| 2 september WK 2022 kwalificatie № 912 «onderlinge duels» 20:00 uur (UTC−5) | Peru             | 1 – 1 | Uruguay                    | Estadio Nacional, Lima Toeschouwers: 8.000 Scheidsrechter: Néstor Pitana (ARG) |
| 2 september WK 2022 kwalificatie № 912 «onderlinge duels» 20:00 uur (UTC−5) | Renato Tapia 25' |       | 29' Giorgian De Arrascaeta | Estadio Nacional, Lima Toeschouwers: 8.000 Scheidsrechter: Néstor Pitana (ARG) |

|                                                                             | |       |                                              |                                                                                              |
| 5 september WK 2022 kwalificatie № 913 «onderlinge duels» 19:00 uur (UTC−3) | Uruguay | 4 – 2 | Bolivia                                      | Estadio Campeón del Siglo, Montevideo Toeschouwers: 15.000 Scheidsrechter: Eber Aquino (PAR) |
| 5 september WK 2022 kwalificatie № 913 «onderlinge duels» 19:00 uur (UTC−3) | Giorgian De Arrascaeta 15' Federico Valverde 31' Agustín Álvarez Martínez 47' Giorgian De Arrascaeta 67' (pen.) |       | 59' Marcelo Moreno 84' (pen.) Marcelo Moreno | Estadio Campeón del Siglo, Montevideo Toeschouwers: 15.000 Scheidsrechter: Eber Aquino (PAR) |

|                                                                             |                      |       |         |                                                                                                   |
| 9 september WK 2022 kwalificatie № 914 «onderlinge duels» 19:30 uur (UTC−3) | Uruguay              | 1 – 0 | Ecuador | Estadio Campeón del Siglo, Montevideo Toeschouwers: 15.000 Scheidsrechter: Anderson Daronco (BRA) |
| 9 september WK 2022 kwalificatie № 914 «onderlinge duels» 19:30 uur (UTC−3) | Gastón Pereiro 90+2' |       |         | Estadio Campeón del Siglo, Montevideo Toeschouwers: 15.000 Scheidsrechter: Anderson Daronco (BRA) |

|                                                                           |         |       |          | |
| 7 oktober WK 2022 kwalificatie № 915 «onderlinge duels» 20:00 uur (UTC−3) | Uruguay | 0 – 0 | Colombia | Estadio Gran Parque Central, Montevideo Toeschouwers: 18.000 Scheidsrechter: Jesús Valenzuela (VEN) |
| 7 oktober WK 2022 kwalificatie № 915 «onderlinge duels» 20:00 uur (UTC−3) |         |       |          | Estadio Gran Parque Central, Montevideo Toeschouwers: 18.000 Scheidsrechter: Jesús Valenzuela (VEN) |

|                                                                            |                                                           |       |         |                                                                                      |
| 10 oktober WK 2022 kwalificatie № 916 «onderlinge duels» 20:30 uur (UTC−3) | Argentinië                                                | 3 – 0 | Uruguay | El Monumental, Buenos Aires Toeschouwers: 35.000 Scheidsrechter: Roberto Tobar (CHI) |
| 10 oktober WK 2022 kwalificatie № 916 «onderlinge duels» 20:30 uur (UTC−3) | Lionel Messi 38' Rodrigo De Paul 44' Lautaro Martínez 62' |       |         | El Monumental, Buenos Aires Toeschouwers: 35.000 Scheidsrechter: Roberto Tobar (CHI) |

|                                                                            |                                                          |       |                 |                                                                                      |
| 14 oktober WK 2022 kwalificatie № 917 «onderlinge duels» 20:30 uur (UTC−4) | Brazilië                                                 | 4 – 1 | Uruguay         | Arena Amazônia, Manaus Toeschouwers: 12.500 Scheidsrechter: Fernando Rapallini (ARG) |
| 14 oktober WK 2022 kwalificatie № 917 «onderlinge duels» 20:30 uur (UTC−4) | Neymar 10' Raphinha 18' Raphinha 58' Gabriel Barbosa 83' |       | 77' Luis Suárez | Arena Amazônia, Manaus Toeschouwers: 12.500 Scheidsrechter: Fernando Rapallini (ARG) |

|                                                                             |         |                   |            |                                                                                                 |
| 12 november WK 2022 kwalificatie № 918 «onderlinge duels» 20:00 uur (UTC−3) | Uruguay | 0 – 1             | Argentinië | Estadio Campeón del Siglo, Montevideo Toeschouwers: 30.000 Scheidsrechter: Alexis Herrera (VEN) |
| 12 november WK 2022 kwalificatie № 918 «onderlinge duels» 20:00 uur (UTC−3) |         | 7' Ángel Di María |            | Estadio Campeón del Siglo, Montevideo Toeschouwers: 30.000 Scheidsrechter: Alexis Herrera (VEN) |

|                                                                             |                                                              |       |         |                                                                                                 |
| 16 november WK 2022 kwalificatie № 919 «onderlinge duels» 16:00 uur (UTC−4) | Bolivia                                                      | 3 – 0 | Uruguay | Estadio Hernando Siles, La Paz Toeschouwers: 7.000 Scheidsrechter: Wilton Pereira Sampaio (BRA) |
| 16 november WK 2022 kwalificatie № 919 «onderlinge duels» 16:00 uur (UTC−4) | Juan Carlos Arce 29' Marcelo Moreno 45' Juan Carlos Arce 79' |       |         | Estadio Hernando Siles, La Paz Toeschouwers: 7.000 Scheidsrechter: Wilton Pereira Sampaio (BRA) |

### 2022
|                                                                            |          |                 |         |                                                                                                |
| 27 januari WK 2022 kwalificatie № 920 «onderlinge duels» 20:00 uur (UTC−3) | Paraguay | 0 – 1           | Uruguay | Estadio General Pablo Rojas, Asuncion Toeschouwers: 36.000 Scheidsrechter: Darío Herrera (ARG) |
| 27 januari WK 2022 kwalificatie № 920 «onderlinge duels» 20:00 uur (UTC−3) |          | 50' Luis Suárez |         | Estadio General Pablo Rojas, Asuncion Toeschouwers: 36.000 Scheidsrechter: Darío Herrera (ARG) |

|                                                                            |                                                                                             |       |                    |                                                                                       |
| 1 februari WK 2022 kwalificatie № 921 «onderlinge duels» 20:00 uur (UTC−3) | Uruguay                                                                                     | 4 – 1 | Venezuela          | Estadio Centenario, Montevideo Toeschouwers: 55.000 Scheidsrechter: Bruno Arleu (BRA) |
| 1 februari WK 2022 kwalificatie № 921 «onderlinge duels» 20:00 uur (UTC−3) | Rodrigo Bentancur 1' Giorgian De Arrascaeta 23' Edinson Cavani 45+1' Luis Suárez 53' (pen.) |       | 65' Josef Martínez | Estadio Centenario, Montevideo Toeschouwers: 55.000 Scheidsrechter: Bruno Arleu (BRA) |

|                                                                          |                            |       |      |                                                                                            |
| 24 maart WK 2022 kwalificatie № 922 «onderlinge duels» 20:30 uur (UTC−3) | Uruguay                    | 1 – 0 | Peru | Estadio Centenario, Montevideo Toeschouwers: 40.000 Scheidsrechter: Anderson Daronco (BRA) |
| 24 maart WK 2022 kwalificatie № 922 «onderlinge duels» 20:30 uur (UTC−3) | Giorgian De Arrascaeta 42' |       |      | Estadio Centenario, Montevideo Toeschouwers: 40.000 Scheidsrechter: Anderson Daronco (BRA) |

|                                                                          |       |                                       |         | |
| 29 maart WK 2022 kwalificatie № 923 «onderlinge duels» 20:30 uur (UTC−3) | Chili | 0 – 2                                 | Uruguay | Estadio San Carlos de Apoquindo, Las Condes Toeschouwers: 11.000 Scheidsrechter: Patricio Loustau (ARG) |
| 29 maart WK 2022 kwalificatie № 923 «onderlinge duels» 20:30 uur (UTC−3) |       | 79' Luis Suárez 90' Federico Valverde |         | Estadio San Carlos de Apoquindo, Las Condes Toeschouwers: 11.000 Scheidsrechter: Patricio Loustau (ARG) |

|                                                                     |        |                                                         |         |                                                                                       |
| 2 juni Vriendschappelijk № 924 «onderlinge duels» 19:00 uur (UTC−7) | Mexico | 0 – 3                                                   | Uruguay | State Farm Stadium, Glendale Toeschouwers: 57.735 Scheidsrechter: Juan Calderón (CRC) |
| 2 juni Vriendschappelijk № 924 «onderlinge duels» 19:00 uur (UTC−7) |        | 35' Matías Vecino 46' Edinson Cavani 54' Edinson Cavani |         | State Farm Stadium, Glendale Toeschouwers: 57.735 Scheidsrechter: Juan Calderón (CRC) |

|                                                                     |                  |       |         | |
| 5 juni Vriendschappelijk № 925 «onderlinge duels» 16:05 uur (UTC−5) | Verenigde Staten | 0 – 0 | Uruguay | Children's Mercy Park, Kansas City (Kansas) Toeschouwers: 19.569 Scheidsrechter: Adonai Escobedo (MEX) |
| 5 juni Vriendschappelijk № 925 «onderlinge duels» 16:05 uur (UTC−5) |                  |       |         | Children's Mercy Park, Kansas City (Kansas) Toeschouwers: 19.569 Scheidsrechter: Adonai Escobedo (MEX) |

|                                                                      | |       |        |                                                                                          |
| 11 juni Vriendschappelijk № 926 «onderlinge duels» 17:00 uur (UTC−3) | Uruguay                                                                                            | 5 – 0 | Panama | Estadio Centenario, Montevideo Toeschouwers: 40.000 Scheidsrechter: Cristián Garay (CHI) |
| 11 juni Vriendschappelijk № 926 «onderlinge duels» 17:00 uur (UTC−3) | Edinson Cavani 39' Edinson Cavani 48' (pen.) Nicolás De La Cruz 58' Máxi Gómez 58' Diego Rossi 77' |       |        | Estadio Centenario, Montevideo Toeschouwers: 40.000 Scheidsrechter: Cristián Garay (CHI) |

|                                                                           |                  |       |         |                                                                               |
| 23 september Vriendschappelijk № 927 «onderlinge duels» 18:00 uur (UTC+2) | Iran             | 1 – 0 | Uruguay | NV Arena, Sankt Pölten Toeschouwers: 300 Scheidsrechter: Walter Altmann (AUT) |
| 23 september Vriendschappelijk № 927 «onderlinge duels» 18:00 uur (UTC+2) | Mehdi Taremi 79' |       |         | NV Arena, Sankt Pölten Toeschouwers: 300 Scheidsrechter: Walter Altmann (AUT) |

|                                                                           |        |                                        |         |                                                                                                |
| 27 september Vriendschappelijk № 928 «onderlinge duels» 18:00 uur (UTC+2) | Canada | 0 – 2                                  | Uruguay | Národný futbalový štadión, Bratislava Toeschouwers: 4.500 Scheidsrechter: Peter Kralović (SVK) |
| 27 september Vriendschappelijk № 928 «onderlinge duels» 18:00 uur (UTC+2) |        | 4' Nicolás De La Cruz 33' Darwin Núñez |         | Národný futbalový štadión, Bratislava Toeschouwers: 4.500 Scheidsrechter: Peter Kralović (SVK) |

| Wereldkampioenschap voetbal 2022 |
| -------------------------------- |

|                                                                        |         |       |            | |
| 24 november WK 2022 Groep H № 929 «onderlinge duels» 16:00 uur (UTC+3) | Uruguay | 0 – 0 | Zuid-Korea | Education Citystadion, Ar Rayyan Toeschouwers: 41.663 Scheidsrechter: Clément Turpin (FRA) Video-assistent: Jérôme Brisard (FRA) |
| 24 november WK 2022 Groep H № 929 «onderlinge duels» 16:00 uur (UTC+3) | Verslag |       |            | Education Citystadion, Ar Rayyan Toeschouwers: 41.663 Scheidsrechter: Clément Turpin (FRA) Video-assistent: Jérôme Brisard (FRA) |

|                                                                        |                                                  |         |         | |
| 28 november WK 2022 Groep H № 930 «onderlinge duels» 22:00 uur (UTC+3) | Portugal                                         | 2 – 0   | Uruguay | Lusailstadion, Lusail Toeschouwers: 88.668 Scheidsrechter: Alireza Faghani (IRN) Video-assistent: Abdulla Al-Marri (QAT) |
| 28 november WK 2022 Groep H № 930 «onderlinge duels» 22:00 uur (UTC+3) | Bruno Fernandes 54' Bruno Fernandes 90+3' (pen.) | Verslag |         | Lusailstadion, Lusail Toeschouwers: 88.668 Scheidsrechter: Alireza Faghani (IRN) Video-assistent: Abdulla Al-Marri (QAT) |

|                                                                       |       |         |                                                       | |
| 2 december WK 2022 Groep H № 931 «onderlinge duels» 18:00 uur (UTC+3) | Ghana | 0 – 2   | Uruguay                                               | Al Janoubstadion, Al Wakrah Toeschouwers: 43.443 Scheidsrechter: Daniel Siebert (GER) Video-assistent: Bastian Dankert (GER) |
| 2 december WK 2022 Groep H № 931 «onderlinge duels» 18:00 uur (UTC+3) |       | Verslag | 26' Giorgian De Arrascaeta 32' Giorgian De Arrascaeta | Al Janoubstadion, Al Wakrah Toeschouwers: 43.443 Scheidsrechter: Daniel Siebert (GER) Video-assistent: Bastian Dankert (GER) |

|  |  |  |  |  |  |  |  |  |

### 2023
|                                                                       |                      |       |                       | |
| 24 maart Vriendschappelijk № 932 «onderlinge duels» 19:30 uur (UTC+9) | Japan                | 1 – 1 | Uruguay               | Nationaal Stadion, Tokio Toeschouwers: 61.855 Scheidsrechter: Ko Hyung-jin (KOR) Video-assistent: Muhammad Taqi (SIN) |
| 24 maart Vriendschappelijk № 932 «onderlinge duels» 19:30 uur (UTC+9) | Takuma Nishimura 75' |       | 38' Federico Valverde | Nationaal Stadion, Tokio Toeschouwers: 61.855 Scheidsrechter: Ko Hyung-jin (KOR) Video-assistent: Muhammad Taqi (SIN) |

|                                                                       |                   |       |                                        |                                                                                       |
| 28 maart Vriendschappelijk № 933 «onderlinge duels» 20:00 uur (UTC+9) | Zuid-Korea        | 1 – 2 | Uruguay                                | Seoul World Cupstadion, Seoel Toeschouwers: 63.952 Scheidsrechter: Yusuke Araki (JPN) |
| 28 maart Vriendschappelijk № 933 «onderlinge duels» 20:00 uur (UTC+9) | Hwang In-beom 51' |       | 10' Sebastián Coates 63' Matías Vecino | Seoul World Cupstadion, Seoel Toeschouwers: 63.952 Scheidsrechter: Yusuke Araki (JPN) |

|                                                                      |                                                                             |       |                    | |
| 14 juni Vriendschappelijk № 934 «onderlinge duels» 20:30 uur (UTC−3) | Uruguay                                                                     | 4 – 1 | Nicaragua          | Estadio Centenario, Montevideo Toeschouwers: 40.000 Scheidsrechter: Wagner do Nascimento Magalhães (BRA) |
| 14 juni Vriendschappelijk № 934 «onderlinge duels» 20:30 uur (UTC−3) | Matías Arezo 8' Rodrigo Zalazar 37' Brian Rodríguez 56' Rodrigo Zalazar 82' |       | 90+2' Luis Coronel | Estadio Centenario, Montevideo Toeschouwers: 40.000 Scheidsrechter: Wagner do Nascimento Magalhães (BRA) |

|                                                                      |                                                  |       |      | |
| 20 juni Vriendschappelijk № 935 «onderlinge duels» 20:30 uur (UTC−3) | Uruguay                                          | 2 – 0 | Cuba | Estadio Centenario, Montevideo Toeschouwers: 20.000 Scheidsrechter: Bráulio da Silva Machado (BRA) |
| 20 juni Vriendschappelijk № 935 «onderlinge duels» 20:30 uur (UTC−3) | Facundo Torres 27' (pen.) Maximiliano Araújo 80' |       |      | Estadio Centenario, Montevideo Toeschouwers: 20.000 Scheidsrechter: Bráulio da Silva Machado (BRA) |

|                                                                             |                                                                       |       |                  |                                                                                         |
| 8 september WK 2026 kwalificatie № 936 «onderlinge duels» 20:00 uur (UTC−3) | Uruguay                                                               | 3 – 1 | Chili            | Estadio Centenario, Montevideo Toeschouwers: 49.713 Scheidsrechter: Darío Herrera (ARG) |
| 8 september WK 2026 kwalificatie № 936 «onderlinge duels» 20:00 uur (UTC−3) | Nicolás De La Cruz 38' Federico Valverde 45+2' Nicolás De La Cruz 71' |       | 74' Arturo Vidal | Estadio Centenario, Montevideo Toeschouwers: 49.713 Scheidsrechter: Darío Herrera (ARG) |

|                                                                              |                                     |       |                      | |
| 12 september WK 2026 kwalificatie № 937 «onderlinge duels» 16:00 uur (UTC−5) | Ecuador                             | 2 – 1 | Uruguay              | Estadio Rodrigo Paz Delgado, Quito Toeschouwers: 35.613 Scheidsrechter: Wilton Pereira Sampaio (BRA) |
| 12 september WK 2026 kwalificatie № 937 «onderlinge duels» 16:00 uur (UTC−5) | Félix Torres 45+5' Félix Torres 61' |       | 38' Agustín Canobbio | Estadio Rodrigo Paz Delgado, Quito Toeschouwers: 35.613 Scheidsrechter: Wilton Pereira Sampaio (BRA) |

|                                                                            |                                      |       |                                               | |
| 12 oktober WK 2026 kwalificatie № 938 «onderlinge duels» 15:30 uur (UTC−5) | Colombia                             | 2 – 2 | Uruguay                                       | Estadio Metropolitano Roberto Meléndez, Barranquilla Toeschouwers: 43.915 Scheidsrechter: Piero Maza (CHI) |
| 12 oktober WK 2026 kwalificatie № 938 «onderlinge duels» 15:30 uur (UTC−5) | James Rodríguez 35' Mateus Uribe 52' |       | 47' Mathías Olivera 90+1' (pen.) Darwin Núñez | Estadio Metropolitano Roberto Meléndez, Barranquilla Toeschouwers: 43.915 Scheidsrechter: Piero Maza (CHI) |

|                                                                            |                                         |       |          |                                                                                          |
| 17 oktober WK 2026 kwalificatie № 939 «onderlinge duels» 21:00 uur (UTC−3) | Uruguay                                 | 2 – 0 | Brazilië | Estadio Centenario, Montevideo Toeschouwers: 52.477 Scheidsrechter: Alexis Herrera (VEN) |
| 17 oktober WK 2026 kwalificatie № 939 «onderlinge duels» 21:00 uur (UTC−3) | Darwin Núñez 42' Nicolás de la Cruz 77' |       |          | Estadio Centenario, Montevideo Toeschouwers: 52.477 Scheidsrechter: Alexis Herrera (VEN) |

|                                                                             |            |                                    |         |                                                                                      |
| 16 november WK 2026 kwalificatie № 940 «onderlinge duels» 21:00 uur (UTC−3) | Argentinië | 0 – 2                              | Uruguay | El Monumental, Buenos Aires Toeschouwers: 51.900 Scheidsrechter: Wilmar Roldán (COL) |
| 16 november WK 2026 kwalificatie № 940 «onderlinge duels» 21:00 uur (UTC−3) |            | 41' Ronald Araújo 87' Darwin Núñez |         | El Monumental, Buenos Aires Toeschouwers: 51.900 Scheidsrechter: Wilmar Roldán (COL) |

|                                                                             |                                                               |       |         |                                                                                        |
| 21 november WK 2026 kwalificatie № 941 «onderlinge duels» 20:30 uur (UTC−3) | Uruguay                                                       | 3 – 0 | Bolivia | Estadio Centenario, Montevideo Toeschouwers: 46.100 Scheidsrechter: Kevin Ortega (PER) |
| 21 november WK 2026 kwalificatie № 941 «onderlinge duels» 20:30 uur (UTC−3) | Darwin Núñez 15' Gabriel Villamíl 39' (e.d.) Darwin Núñez 71' |       |         | Estadio Centenario, Montevideo Toeschouwers: 46.100 Scheidsrechter: Kevin Ortega (PER) |

### 2024
|                                                    |                  |       |                   |                                                                                           |
| 23 maart Vriendschappelijk № 942 20:00 uur (UTC+1) | Baskenland       | 1 – 1 | Uruguay           | San Mamés, Bilbao Toeschouwers: 35.461 Scheidsrechter: Ricardo de Burgos Bengoetxea (ESP) |
| 23 maart Vriendschappelijk № 942 20:00 uur (UTC+1) | Álvaro Djaló 44' |       | 46' Matías Vecino | San Mamés, Bilbao Toeschouwers: 35.461 Scheidsrechter: Ricardo de Burgos Bengoetxea (ESP) |

|                                                                       |                                          |       |                    |                                                                                     |
| 26 maart Vriendschappelijk № 943 «onderlinge duels» 20:30 uur (UTC+1) | Ivoorkust                                | 2 – 1 | Uruguay            | Stade Bollaert-Delelis, Lens Toeschouwers: 8.000 Scheidsrechter: Ruddy Buquet (FRA) |
| 26 maart Vriendschappelijk № 943 «onderlinge duels» 20:30 uur (UTC+1) | Mathías Olivera 9' (e.d.) Guéla Doué 84' |       | 77' Federico Viñas | Stade Bollaert-Delelis, Lens Toeschouwers: 8.000 Scheidsrechter: Ruddy Buquet (FRA) |

|                                                                     |            |       |         |                                                                                     |
| 31 mei Vriendschappelijk № 944 «onderlinge duels» 20:00 uur (UTC−6) | Costa Rica | 0 – 0 | Uruguay | Estadio Nacional, San José Toeschouwers: 15.500 Scheidsrechter: Oscar Barrera (SLV) |
| 31 mei Vriendschappelijk № 944 «onderlinge duels» 20:00 uur (UTC−6) |            |       |         | Estadio Nacional, San José Toeschouwers: 15.500 Scheidsrechter: Oscar Barrera (SLV) |

|                                                                     |        |                                                                         |         |                                                                                             |
| 5 juni Vriendschappelijk № 945 «onderlinge duels» 19:00 uur (UTC−6) | Mexico | 0 – 4                                                                   | Uruguay | Empower Field at Mile High, Denver Toeschouwers: 50.000 Scheidsrechter: Oshane Nation (JAM) |
| 5 juni Vriendschappelijk № 945 «onderlinge duels» 19:00 uur (UTC−6) |        | 7' Darwin Núñez 26' Facundo Pellistri 44' Darwin Núñez 49' Darwin Núñez |         | Empower Field at Mile High, Denver Toeschouwers: 50.000 Scheidsrechter: Oshane Nation (JAM) |

| Copa América 2024 |
| ----------------- |

|                                                                         |                                                           |       |                       |                                                                                        |
| 23 juni Copa América Groep C № 946 «onderlinge duels» 21:00 uur (UTC−4) | Uruguay                                                   | 3 – 1 | Panama                | Hard Rock Stadium, Miami Gardens Toeschouwers: 33.425 Scheidsrechter: Piero Maza (CHI) |
| 23 juni Copa América Groep C № 946 «onderlinge duels» 21:00 uur (UTC−4) | Maximiliano Araújo 16' Darwin Núñez 85' Matías Viña 90+1' |       | 90+5' Michael Murillo | Hard Rock Stadium, Miami Gardens Toeschouwers: 33.425 Scheidsrechter: Piero Maza (CHI) |

|                                                                         | |       |         |                                                                                                  |
| 27 juni Copa América Groep C № 947 «onderlinge duels» 21:00 uur (UTC−4) | Uruguay                                                                                                  | 5 – 0 | Bolivia | MetLife Stadium, East Rutherford Toeschouwers: 48.033 Scheidsrechter: Juan Gabriel Benítez (PAR) |
| 27 juni Copa América Groep C № 947 «onderlinge duels» 21:00 uur (UTC−4) | Facundo Pellistri 8' Darwin Núñez 21' Maximiliano Araújo 77' Federico Valverde 81' Rodrigo Bentancur 89' |       |         | MetLife Stadium, East Rutherford Toeschouwers: 48.033 Scheidsrechter: Juan Gabriel Benítez (PAR) |

|                                                                        |                  |                     |         |                                                                                                   |
| 1 juli Copa América Groep C № 948 «onderlinge duels» 20:00 uur (UTC−5) | Verenigde Staten | 0 – 1               | Uruguay | Arrowhead Stadium, Kansas City (Missouri) Toeschouwers: 55.460 Scheidsrechter: Kevin Ortega (PER) |
| 1 juli Copa América Groep C № 948 «onderlinge duels» 20:00 uur (UTC−5) |                  | 66' Mathías Olivera |         | Arrowhead Stadium, Kansas City (Missouri) Toeschouwers: 55.460 Scheidsrechter: Kevin Ortega (PER) |

|                                                                            |                                                                                             |              |                                                              |                                                                                      |
| 6 juli Copa América Kwartfinale № 949 «onderlinge duels» 18:00 uur (UTC−7) | Uruguay                                                                                     | 0 – 0 (n.v.) | Brazilië                                                     | Allegiant Stadium, Paradise Toeschouwers: 55.770 Scheidsrechter: Darío Herrera (ARG) |
| 6 juli Copa América Kwartfinale № 949 «onderlinge duels» 18:00 uur (UTC−7) |                                                                                             |              |                                                              | Allegiant Stadium, Paradise Toeschouwers: 55.770 Scheidsrechter: Darío Herrera (ARG) |
| 6 juli Copa América Kwartfinale № 949 «onderlinge duels» 18:00 uur (UTC−7) | Strafschoppen                                                                               |              |                                                              | Allegiant Stadium, Paradise Toeschouwers: 55.770 Scheidsrechter: Darío Herrera (ARG) |
| 6 juli Copa América Kwartfinale № 949 «onderlinge duels» 18:00 uur (UTC−7) | Federico Valverde Rodrigo Bentancur Giorgian De Arrascaeta José María Giménez Manuel Ugarte | 4 – 2        | Éder Militão Andreas Pereira Douglas Luiz Gabriel Martinelli | Allegiant Stadium, Paradise Toeschouwers: 55.770 Scheidsrechter: Darío Herrera (ARG) |

|                                                                              |         |                     |          |                                                                                                  |
| 10 juli Copa América Halve finale № 950 «onderlinge duels» 20:00 uur (UTC−4) | Uruguay | 0 – 1               | Colombia | Bank of America Stadium, Charlotte Toeschouwers: 70.644 Scheidsrechter: César Arturo Ramos (MEX) |
| 10 juli Copa América Halve finale № 950 «onderlinge duels» 20:00 uur (UTC−4) |         | 39' Jefferson Lerma |          | Bank of America Stadium, Charlotte Toeschouwers: 70.644 Scheidsrechter: César Arturo Ramos (MEX) |

|                                                                              |                                                                            |              |                                                                        |                                                                                              |
| 13 juli Copa América Troostfinale № 951 «onderlinge duels» 20:00 uur (UTC−4) | Canada                                                                     | 2 – 2 (n.v.) | Uruguay                                                                | Bank of America Stadium, Charlotte Toeschouwers: 24.386 Scheidsrechter: Alexis Herrera (VEN) |
| 13 juli Copa América Troostfinale № 951 «onderlinge duels» 20:00 uur (UTC−4) | Ismaël Koné 22' Jonathan David 80'                                         |              | 8' Rodrigo Bentancur 90+2' Luis Suárez                                 | Bank of America Stadium, Charlotte Toeschouwers: 24.386 Scheidsrechter: Alexis Herrera (VEN) |
| 13 juli Copa América Troostfinale № 951 «onderlinge duels» 20:00 uur (UTC−4) | Strafschoppen                                                              |              |                                                                        | Bank of America Stadium, Charlotte Toeschouwers: 24.386 Scheidsrechter: Alexis Herrera (VEN) |
| 13 juli Copa América Troostfinale № 951 «onderlinge duels» 20:00 uur (UTC−4) | Jonathan David Moïse Bombito Ismaël Koné Mathieu Choinière Alphonso Davies | 3 – 4        | Federico Valverde Rodrigo Bentancur Giorgian De Arrascaeta Luis Suárez | Bank of America Stadium, Charlotte Toeschouwers: 24.386 Scheidsrechter: Alexis Herrera (VEN) |

|  |  |  |  |  |  |  |  |  |

|                                                                             |         |       |          |                                                                                         |
| 6 september WK 2026 kwalificatie № 952 «onderlinge duels» 20:30 uur (UTC−3) | Uruguay | 0 – 0 | Paraguay | Estadio Centenario, Montevideo Toeschouwers: 47.741 Scheidsrechter: Darío Herrera (ARG) |
| 6 september WK 2026 kwalificatie № 952 «onderlinge duels» 20:30 uur (UTC−3) |         |       |          | Estadio Centenario, Montevideo Toeschouwers: 47.741 Scheidsrechter: Darío Herrera (ARG) |

|                                                                              |           |       |         |                                                                                      |
| 10 september WK 2026 kwalificatie № 953 «onderlinge duels» 18:00 uur (UTC−4) | Venezuela | 0 – 0 | Uruguay | Estadio Monumental, Maturín Toeschouwers: 50.000 Scheidsrechter: Raphael Claus (BRA) |
| 10 september WK 2026 kwalificatie № 953 «onderlinge duels» 18:00 uur (UTC−4) |           |       |         | Estadio Monumental, Maturín Toeschouwers: 50.000 Scheidsrechter: Raphael Claus (BRA) |

|                                                                            |                   |       |         |                                                                                 |
| 11 oktober WK 2026 kwalificatie № 954 «onderlinge duels» 20:30 uur (UTC−5) | Peru              | 1 – 0 | Uruguay | Estadio Nacional, Lima Toeschouwers: 43.000 Scheidsrechter: Facundo Tello (ARG) |
| 11 oktober WK 2026 kwalificatie № 954 «onderlinge duels» 20:30 uur (UTC−5) | Miguel Araujo 88' |       |         | Estadio Nacional, Lima Toeschouwers: 43.000 Scheidsrechter: Facundo Tello (ARG) |

|                                                                            |         |       |         |                                                                                          |
| 15 oktober WK 2026 kwalificatie № 955 «onderlinge duels» 20:30 uur (UTC−3) | Uruguay | 0 – 0 | Ecuador | Estadio Centenario, Montevideo Toeschouwers: 27.112 Scheidsrechter: Cristian Garay (CHI) |
| 15 oktober WK 2026 kwalificatie № 955 «onderlinge duels» 20:30 uur (UTC−3) |         |       |         | Estadio Centenario, Montevideo Toeschouwers: 27.112 Scheidsrechter: Cristian Garay (CHI) |

|                                                                             |                                                                      |       |                                               |                                                                                        |
| 15 november WK 2026 kwalificatie № 956 «onderlinge duels» 21:00 uur (UTC−3) | Uruguay                                                              | 3 – 2 | Colombia                                      | Estadio Centenario, Montevideo Toeschouwers: 33.400 Scheidsrechter: Kevin Ortega (PER) |
| 15 november WK 2026 kwalificatie № 956 «onderlinge duels» 21:00 uur (UTC−3) | Davinson Sánchez 57' (e.d.) Rodrigo Aguirre 60' Manuel Ugarte 90+13' |       | 31' Juan Fernando Quintero 90+6' Andrés Gomez | Estadio Centenario, Montevideo Toeschouwers: 33.400 Scheidsrechter: Kevin Ortega (PER) |

|                                                                             |            |       |                       |                                                                                  |
| 19 november WK 2026 kwalificatie № 957 «onderlinge duels» 21:45 uur (UTC−3) | Brazilië   | 1 – 1 | Uruguay               | Arena Fonte Nova, Salvador Toeschouwers: 41.511 Scheidsrechter: Piero Maza (CHI) |
| 19 november WK 2026 kwalificatie № 957 «onderlinge duels» 21:45 uur (UTC−3) | Gerson 62' |       | 55' Federico Valverde | Arena Fonte Nova, Salvador Toeschouwers: 41.511 Scheidsrechter: Piero Maza (CHI) |

### 2025
|                                                                          |         |                   |            |                                                                                                |
| 21 maart WK 2026 kwalificatie № 958 «onderlinge duels» 20:30 uur (UTC−3) | Uruguay | 0 – 1             | Argentinië | Estadio Centenario, Montevideo Toeschouwers: 55.000 Scheidsrechter: Juan Gabriel Benítez (PAR) |
| 21 maart WK 2026 kwalificatie № 958 «onderlinge duels» 20:30 uur (UTC−3) |         | 68' Thiago Almada |            | Estadio Centenario, Montevideo Toeschouwers: 55.000 Scheidsrechter: Juan Gabriel Benítez (PAR) |

|                                                                          |         |       |         |                                                                                                 |
| 25 maart WK 2026 kwalificatie № 959 «onderlinge duels» 16:00 uur (UTC−4) | Bolivia | 0 – 0 | Uruguay | Estadio Municipal de El Alto, El Alto Toeschouwers: 10.723 Scheidsrechter: Augusto Aragón (ECU) |
| 25 maart WK 2026 kwalificatie № 959 «onderlinge duels» 16:00 uur (UTC−4) |         |       |         | Estadio Municipal de El Alto, El Alto Toeschouwers: 10.723 Scheidsrechter: Augusto Aragón (ECU) |

|                                                           |          |   |         |                               |
| juni WK 2026 kwalificatie № 960 «onderlinge duels» n.n.b. | Paraguay | – | Uruguay | n.n.b. Scheidsrechter: n.n.b. |
| juni WK 2026 kwalificatie № 960 «onderlinge duels» n.n.b. |          |   |         | n.n.b. Scheidsrechter: n.n.b. |

|                                                           |         |   |           |                               |
| juni WK 2026 kwalificatie № 961 «onderlinge duels» n.n.b. | Uruguay | – | Venezuela | n.n.b. Scheidsrechter: n.n.b. |
| juni WK 2026 kwalificatie № 961 «onderlinge duels» n.n.b. |         |   |           | n.n.b. Scheidsrechter: n.n.b. |

|                                                                |         |   |      |                               |
| september WK 2026 kwalificatie № 962 «onderlinge duels» n.n.b. | Uruguay | – | Peru | n.n.b. Scheidsrechter: n.n.b. |
| september WK 2026 kwalificatie № 962 «onderlinge duels» n.n.b. |         |   |      | n.n.b. Scheidsrechter: n.n.b. |

|                                                                |       |   |         |                               |
| september WK 2026 kwalificatie № 963 «onderlinge duels» n.n.b. | Chili | – | Uruguay | n.n.b. Scheidsrechter: n.n.b. |
| september WK 2026 kwalificatie № 963 «onderlinge duels» n.n.b. |       |   |         | n.n.b. Scheidsrechter: n.n.b. |

AUF · A-internationals · Selecties · Bondscoaches · Uruguayaans vrouwenelftal · Olympisch elftal · Uruguay U21 · Uruguay U20 · Uruguay U19 · Uruguay U18 · Uruguay U17
1900 – 1909 ·
1910 – 1919 ·
1920 – 1929 ·
1930 – 1939 ·
1940 – 1949 ·
1950 – 1959 ·
1960 – 1969 ·
1970 – 1979 ·
1980 – 1989 ·
1990 – 1999 ·
2000 – 2009 ·
2010 – 2019 ·
2020 – 2029
WK 1930 · 
WK 1950 · 
WK 1954 · 
WK 1962 · 
WK 1966 · 
WK 1970 ·
WK 1974 · 
WK 1986 · 
WK 1990 · 
WK 2002 · 
WK 2010 · 
WK 2014 · 
WK 2018
OS 1924 · 
OS 1928 ·
OS 2012
1902 · 
1903 · 
1904 · 
1905 · 
1906 · 
1907 · 
1908 · 
1909 ·
1910 · 
1911 · 
1912 · 
1913 · 
1914 · 
1915 · 
1916 · 
1917 · 
1918 · 
1919 ·
1920 · 
1921 · 
1922 · 
1923 · 
1924 · 
1925 · 
1926 · 
1927 · 
1928 · 
1929 ·
1930 · 
1931 · 
1932 · 
1933 · 
1934 · 
1935 · 
1936 · 
1937 · 
1938 · 
1939 ·
1940 · 
1941 · 
1942 · 
1943 · 
1944 · 
1945 · 
1946 · 
1947 · 
1948 · 
1949 ·
1950 · 
1951 · 
1952 · 
1953 · 
1954 · 
1955 · 
1956 · 
1957 · 
1958 · 
1959 ·
1960 · 
1961 · 
1962 · 
1963 · 
1964 · 
1965 · 
1966 · 
1967 · 
1968 · 
1969 ·
1970 · 
1971 · 
1972 · 
1973 · 
1974 · 
1975 · 
1976 · 
1977 · 
1978 · 
1979 ·
1980 · 
1981 · 
1982 · 
1983 · 
1984 · 
1985 · 
1986 · 
1987 · 
1988 · 
1989 ·
1990 ·
1991 · 
1992 · 
1993 · 
1994 · 
1995 · 
1996 · 
1997 · 
1998 · 
1999 · 
2000 · 
2001 · 
2002 · 
2003 · 
2004 · 
2005 · 
2006 · 
2007 · 
2008 · 
2009 · 
2010 · 
2011 · 
2012 · 
2013 · 
2014 · 
2015 · 
2016 ·
2017 ·
2018 ·
2019 ·
2020 ·
2021 ·
2022 ·
2023 ·
2024
Algerije ·
Angola ·
Argentinië ·
Australië ·
België ·
Bolivia ·
Brazilië ·
Bulgarije ·
Canada ·
Chili ·
China ·
Colombia ·
Costa Rica ·
Cuba ·
DDR ·
Denemarken ·
Duitsland ·
Ecuador ·
Egypte ·
Engeland ·
Estland ·
 Finland ·
Frankrijk ·
Georgië ·
Ghana ·
Guatemala ·
Haïti ·
Honduras ·
Hongarije ·
Ierland ·
India ·
Indonesië ·
Irak ·
Iran ·
Israël ·
Italië ·
Ivoorkust ·
Jamaica ·
Japan ·
Joegoslavië ·
Jordanië ·
Libië ·
Luxemburg ·
Maleisië ·
Mexico ·
Marokko ·
Nederland ·
Nicaragua ·
Nieuw-Zeeland ·
Nigeria ·
Noord-Ierland ·
Noorwegen ·
Oekraïne ·
Oezbekistan ·
Oman ·
Oostenrijk ·
Panama ·
Paraguay ·
Peru ·
Polen ·
Portugal ·
Roemenië ·
Rusland ·
Saarland ·
Saoedi-Arabië ·
Schotland ·
Senegal ·
Servië & Montenegro ·
Singapore ·
Slovenië ·
Sovjet-Unie ·
Spanje ·
Tahiti ·
Thailand ·
Trinidad en Tobago · 
Tsjechië ·
Tsjecho-Slowakije ·
Tunesië · 
Turkije ·
Venezuela ·
Verenigde Arabische Emiraten ·
Verenigde Staten ·
Wales ·
Zuid-Afrika ·
Zuid-Korea ·
Zweden ·
Zwitserland
Argentinië (1986) ·
België (1990) ·
Brazilië (1950) · 
Colombia (2014) ·
Costa Rica (2014) ·
Denemarken (1986) ·
Denemarken (2002) ·
Duitsland (2010) ·
Egypte (2018) ·
Engeland (2014) ·
Frankrijk (2002) ·
Frankrijk (2010) ·
Frankrijk (2018) ·
Ghana (2010) ·
Italië (1990) ·
Italië (2014) ·
Mexico (2010) ·
Nederland (1974) ·
Nederland (2010) ·
Portugal (2018) ·
Rusland (2018) ·
Saoedi-Arabië (2018) ·
Schotland (1986) ·
Senegal (2002) ·
Spanje (1990) ·
West-Duitsland (1986) ·
Zuid-Afrika (2010) ·
Zuid-Korea (1990) ·
Zuid-Korea (2010)
CONMEBOL: Argentinië · Bolivia · Brazilië · Chili · Colombia · Ecuador · Paraguay · Peru · Uruguay · Venezuela

UEFA: Albanië · Andorra · Armenië · Azerbeidzjan · België · Bosnië en Herzegovina · Bulgarije · Cyprus · Denemarken · Duitsland · Engeland · Estland · Faeröer · Finland · Frankrijk · Georgië · Gibraltar · Griekenland · Hongarije · IJsland · Ierland · Israël · Italië · Kazachstan · Kosovo · Kroatië · Letland · Liechtenstein · Litouwen · Luxemburg · Malta · Moldavië · Montenegro · Nederland · Noord-Ierland · Noord-Macedonië · Noorwegen · Oekraïne · Oostenrijk · Polen · Portugal · Roemenië · Rusland · San Marino · Schotland · Servië · Slovenië · Slowakije · Spanje · Tsjechië · Turkije · Wales · Wit-Rusland · Zweden · Zwitserland

AFC: Australië · China · Irak · Iran · Japan · Libanon · Oezbekistan · Oman · Qatar · Saoedi-Arabië · Syrië · Verenigde Arabische Emiraten · Vietnam · Zuid-Korea

CAF: Algerije · Burkina Faso · Congo-Kinshasa · Egypte · Ghana · Ivoorkust · Kaapverdië · Kameroen · Mali · Marokko · Nigeria · Senegal · Tunesië · Zuid-Afrika

CONCACAF: Canada · Costa Rica · Curaçao · El Salvador · Honduras · Jamaica · Mexico · Panama · Suriname · Verenigde Staten

OFC: Nieuw-Zeeland